# Třída Kaiser
Třída Kaiser byla lodní třída dreadnoughtů Německého císařského námořnictva z období první světové války. Celkem bylo postaveno pět jednotek této třídy. Do služby byly přijaty v letech 1912–1913. Ve válce nebyla žádná ztracena. V listopadu 1918 byly internovány na britské základně ve Scapa Flow, kde je v červnu 1919 potopily vlastní posádky.

## Stavba
Šlo o první německé bitevní lodě s turbínovým pohonem a novým řešením dělových věží. SMS Kaiser byla první německá bitevní loď poháněná parními turbínami. Celkem bylo postaveno pět jednotek této třídy. Do jejich stavby se zapojily loděnice Kaiserliche Werft Kiel, Howaldtswerke a Germaniawerft v Kielu, AG Vulcan Stettin v Hamburku a Schichau-Werke v Danzigu.
Jednotky třídy Kaiser:
| Jméno                    | Loděnice               | Založení kýlu | Spuštěna           | Vstup do služby   | Status                                                                                     |
| ------------------------ | ---------------------- | ------------- | ------------------ | ----------------- | ------------------------------------------------------------------------------------------ |
| SMS Kaiser               | Kaiserliche Werft Kiel | 1909          | 22. března 1911    | 1. srpna 1912     | V listopadu 1918 internována ve Scapa Flow. Dne 21. června 1919 potopena vlastní posádkou. |
| SMS Friedrich der Grosse | AG Vulcan              | 1910          | 10. června 1911    | 15. října 1912    | V listopadu 1918 internována ve Scapa Flow. Dne 21. června 1919 potopena vlastní posádkou. |
| SMS Kaiserin             | Howaldtswerke          | 1910          | 11. listopadu 1911 | 14. května 1913   | V listopadu 1918 internována ve Scapa Flow. Dne 21. června 1919 potopena vlastní posádkou. |
| SMS König Albert         | Schichau-Werke         | 1910          | 27. dubna 1912     | 31. července 1913 | V listopadu 1918 internována ve Scapa Flow. Dne 21. června 1919 potopena vlastní posádkou. |
| SMS Prinzregent Luitpold | Germaniawerft          | 1911          | 17. února 1912     | 19. srpna 1913    | V listopadu 1918 internována ve Scapa Flow. Dne 21. června 1919 potopena vlastní posádkou. |

## Konstrukce

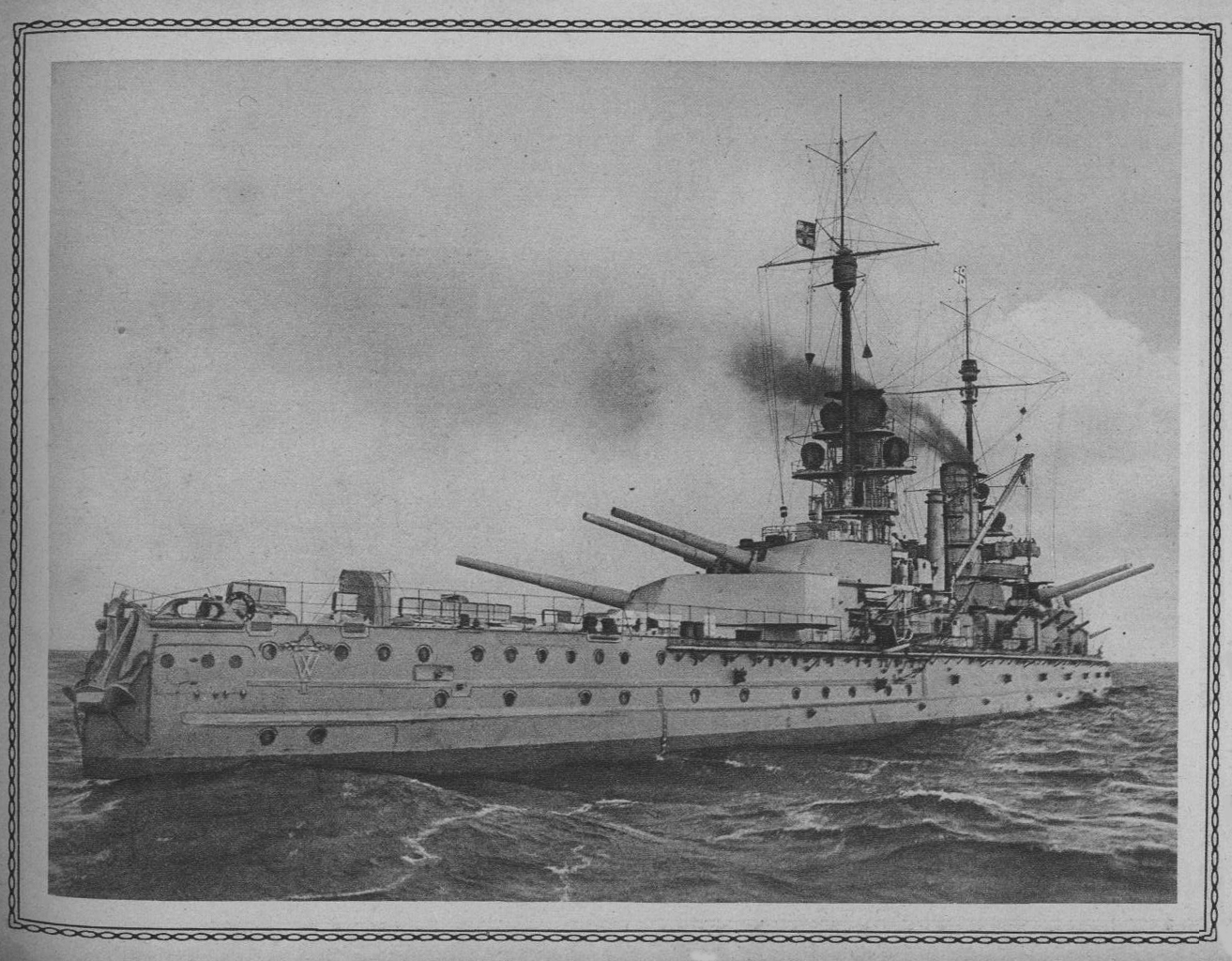
305mm dělové věže bitevní lodě Kaiser

Základní koncepce třídy Kaiser odpovídala britským bitevním lodí tříd Neptune a Colossus. Zdá se, že Němci vědomě okopírovali tehdy nejnovější britský design. Lodě třídy Kaiser ale byly širší a díky pozměněnému řešení paluby měla jejich děla větší rozsah palebného pole. Hlavní výzbroj představovalo deset 305mm kanónů ve dvoudělových věžích. Sekundární výzbrojí bylo čtrnáct 150mm kanón umístěných po jednom v kasematách. Doplňovalo je dvanáct 88m kanónů a pět pevných 500mm torpédometů. Pohonný systém tvořilo šestnáct kotlů Marine a tři parní turbíny (různých typů) o výkonu 31 000 hp, pohánějící tři lodní šrouby. Nejvyšší rychlost dosahovala 21 uzlů. Dosah byl 7900 námořních mil při rychlosti 12 uzlů. Svým pohonným systémem se odlišoval Prinzregent Luitpold, který měl pouze čtrnáct kotlů a dvě parní turbíny Parsons o výkonu 26 000 hp. Dosahoval rychlosti 20 uzlů.

## Služba

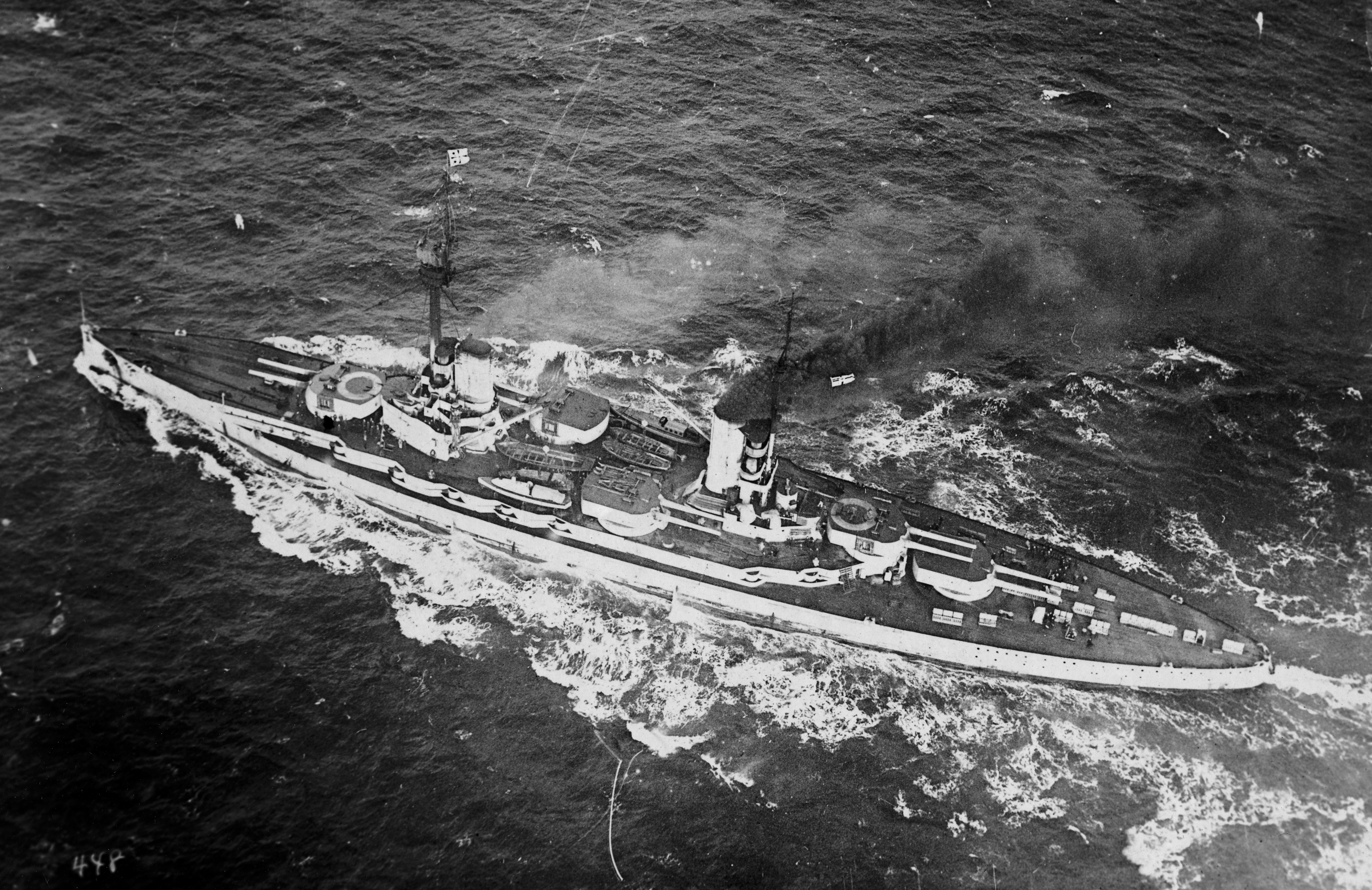
Friedrich der Grosse na poslední plavbě do internace do Scapa Flow. Na snímku je dobře patrné rozmístění dělových věží.

Všech pět bitevních lodí třídy Kaiser bylo nasazeno za první světové války, čtyři z nich bojovaly v bitvě u Jutska a dvě v druhé bitvě u Helgolandské zátoky. Friedrich der Große byl za války vlajkovou lodí Širokomořského loďstva. Celá třída válku přečkala. V listopadu 1918 byla plavidla internována na britské základně ve Scapa Flow, kde je 21. června 1919 při tzv. Incidentu ve Scapa Flow potopily vlastní posádky.